# Plaza de Dins (Alcoy)
La plaza de Dins de Alcoy (Alicante), Comunidad Valenciana, fue construida a mediados del siglo XIX. Se trata de un conjunto neoclásico de planta trapezoidal con arquerías de medio punto en plantas bajas por las que se accede a los diez edificios que la componen, construido en el espacio del claustro del antiguo convento de San Agustín de Alcoy. 

## Descripción
La plaza sigue la tipología de plazas mayores porticadas que se originan en España en el siglo XVII y que fueron desarrolladas por los académicos en la reutilización de los espacios de los conventos desamortizados en el siglo XIX.
La planta baja unitaria y construida en piedra, está porticada por medio de arcos y pilastras en algunos edificios, mientras que en otros los comercios recaen directamente a la plaza. Las plantas altas destinadas a viviendas, cuentan con alturas de cornisa y composición de fachadas diferentes, variando entre cuatro y cinco plantas, lo que resta unidad a la imagen urbana.

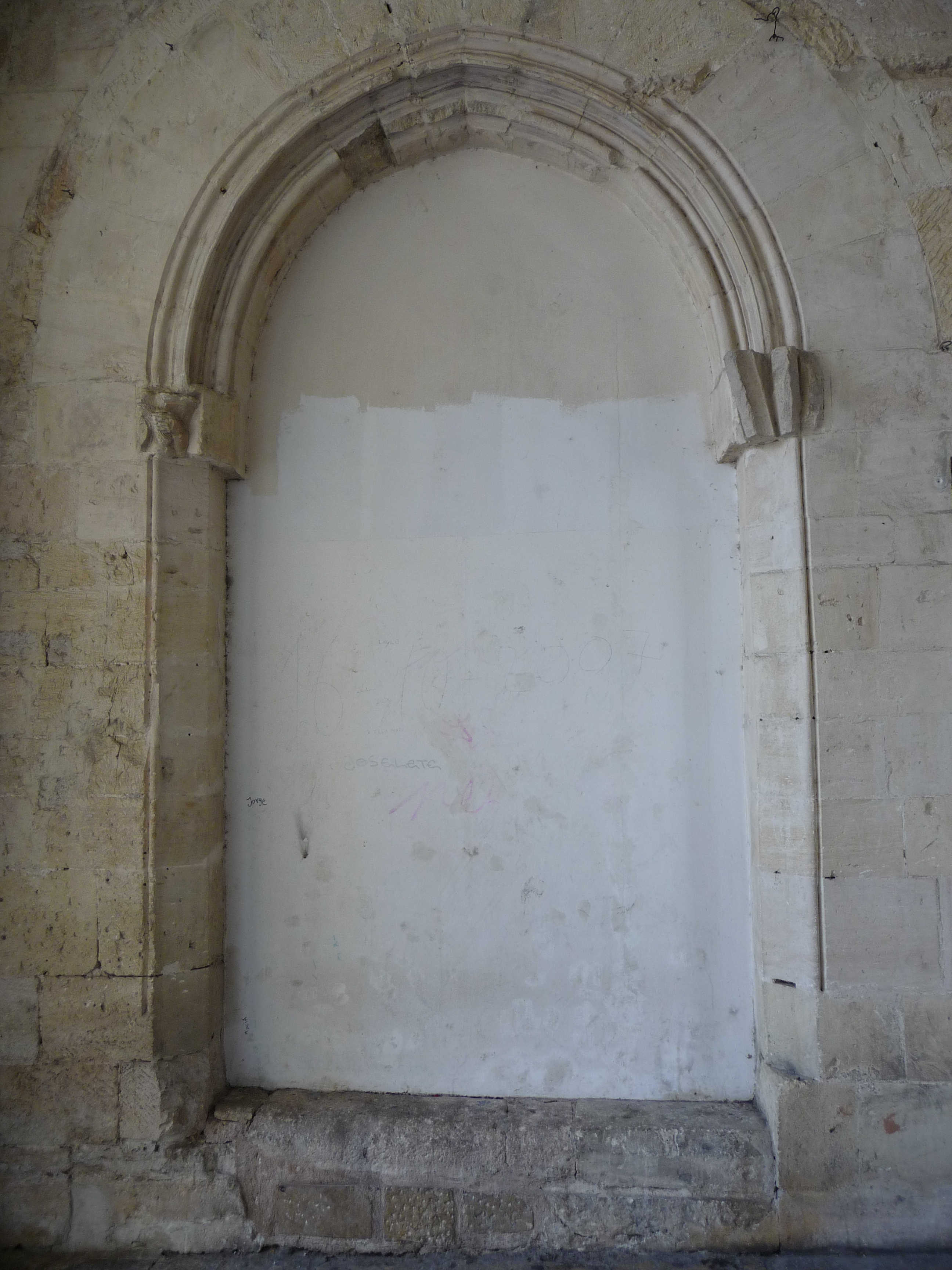
Arco gótico de la iglesia del convento de San Agustín de Alcoy en uno de los accesos a la plaza de Dins

Actualmente, el único resto del antiguo convento de San Agustín de Alcoy es un arco gótico, correspondiente a la iglesia, que se puede observar en el acceso a la plaza desde la calle de Sant Tomàs.